# DreamForge Intertainment
DreamForge Intertainment (anciennement Event Horizon Software) est un studio américain de développement de jeux vidéo qui a été actif de 1990 à 2001.

## Historique
La société Event Horizon Software a été fondée en 1990 par Thomas Holmes, Christopher Straka et James Namestka, d'anciens développeurs de Paragon Software qui avaient décidé de partir fonder leur propre société. En 1993, l'entreprise a été renommée DreamForge Intertainment pour éviter la confusion avec un studio homonyme.
Spécialisé dans le jeu de rôle, ce studio a d'abord travaillé sur Amiga pour continuer ensuite sur PC. Il n'a rien développé depuis 2001, ce qui laisse penser qu'il est aujourd'hui défunt.

## Réalisations (liste incomplète)
Sous le nom Event Horizon :
- 1990 : DarkSpyre
- 1991 : Dusk of the Gods
- 1992 : The Summoning
- 1993 : Veil of Darkness

Sous le nom DreamForge Intertainment :
- 1993 : Dungeon Hack
- 1994 : Menzoberranzan
- 1994 : Ravenloft: Strahd's Possession
- 1995 : Ravenloft: Stone Prophet
- 1995 : Anvil of Dawn
- 1995 : Chronomaster
- 1996 : War Wind
- 1997 : War Wind II: Human Onslaught
- 1997 : Les 101 Dalmatiens : Escape From DeVil Manor
- 1998 : Sanitarium
- 1998 : TNN Outdoor Pro Hunter
- 1999 : Warhammer 40,000: Rites of War